# Kawahara Krause
Kawahara Krause ist ein deutsches Architekturbüro, das 2009 von Tatsuya Kawahara und Ellen Kristina Krause in Hamburg gegründet wurde.

## Partner
Tatsuya Kawahara (* 1979 in Kagawa) studierte bis 2005 an der Universität Kyoto und arbeitete bei Tadao Ando und Shigeru Ban. Kawahara lehrte an der HafenCity Universität Hamburg bei Piet und Wim Eckert, der Leibniz Universität Hannover bei Hilde Léon, der Universität Kassel und an der TU Dresden. 2021 wurde er in die Freie Akademie der Künste Hamburg berufen. Tatsuya Kawahara wurde 2023 als Gastkritiker von Bernardo Bader und Philipp Wündrich an die ADBK München eingeladen.
Ellen Kristina Krause (* 1979 in Bremen) studierte bis 2005 an der BTU Cottbus, der Ecole nationale supérieure d’architecture Paris-Malaquais und an der ETH Zürich und arbeitete bei Shigeru Ban und Maki & Associates. Krause lehrte an der Leibniz Universität Hannover bei Zvonko Turkali, der HafenCity Universität Hamburg bei Christiane Sörensen, der Universität Siegen, der Universität Kassel und an der TU Dresden. 2021 wurde sie in die Freie Akademie der Künste Hamburg berufen.

## Bauten
(Quelle: )
- Installation „Linie, Fläche, Raum“ im Rahmen des Hamburger Architektursommers
- 2013: Wooden Hut, Leonberg
- 2013: Garden Folly, Leonberg[9][10]
- 2019: Belvedere, Hamburg mit Bauingenieure Bollinger und Grohmann[11][12][13]
- seit 2020: L-Pavillons für Karl-Marx-Allee, Berlin[14][15]
- 2022: Maison L, Frankreich[16]

## Auszeichnungen und Preise
- 2012: Anerkennung – Europan für The Adaptable City[17]
- 2013: Vorstellung in Best Architects Award 2014[18]
- 2013: Bauwelt Preis für Installation Linie, Fläche, Raum[19]
- 2014: Berlin-Stipendium der Akademie der Künste Berlin für Tatsuya Kawahara

## Ausstellungen
- 2015: Bücher-Installation Migrating Books, Berlin mit Ron Segal[20][21]